# 남자 셋 여자 셋의 에피소드 목록
아래는 MBC TV의 청춘 시트콤인 《남자 셋 여자 셋》의 에피소드 목록이다.

## 방영 리스트

### 1996년
| 회차 | 방송일    | 서브 타이틀 (부제)           | 비고  |
| ---- | --------- | ---------------------------- | ----- |
| 1    | 10월 21일 | 동엽의 생일                  |       |
| 2    | 10월 22일 | 상처 받는 제니               |       |
| 3    | 10월 23일 | 세식구                       |       |
| 4    | 10월 24일 | 귀여운 라이벌                |       |
| 5    | 10월 25일 | 마지막 잎새                  |       |
| 6    | 10월 28일 | 뽀뽀 작전                    |       |
| 7    | 10월 29일 | 사랑의 스튜디오              |       |
| 8    | 10월 30일 | 영어는 어려워                |       |
| 9    | 10월 31일 | 담배소동                     | [ 1 ] |
| 10   | 11월 1일  | 삼척공주 삼척동자            |       |
| 11   | 11월 4일  | 기타를 그대 품안에           |       |
| 12   | 11월 5일  | 면허가 뭐길래                |       |
| 13   | 11월 6일  | 브래드 피트와 샤론 스톤      |       |
| 14   | 11월 7일  | 장미빛 스카프                |       |
| 15   | 11월 8일  | 삼일간의 사랑                |       |
| 16   | 11월 11일 | 궁합이 맞습니까              |       |
| 17   | 11월 12일 | F학점의 천재들               |       |
| 18   | 11월 13일 | 신고래사냥                   |       |
| 19   | 11월 14일 | 승헌이의 전성시대            |       |
| 20   | 11월 15일 | 다이어트 소동                |       |
| 21   | 11월 18일 | 성희롱에 대한 보고           |       |
| 22   | 11월 19일 | 11월은 날 올려               |       |
| 23   | 11월 20일 | 일일찻집 소동                |       |
| 24   | 11월 21일 | 시험과 우정 사이             |       |
| 25   | 11월 22일 | 청국장 향기                  |       |
| 26   | 11월 25일 | 아기가 생겼어요              |       |
| 27   | 11월 26일 | 내 인생 책임져               |       |
| 28   | 11월 27일 | 스타탄생                     |       |
| 29   | 11월 28일 | 짜장면 우정                  |       |
| 30   | 11월 29일 | 반지소동                     |       |
| 31   | 12월 1일  | 고래 사냥                    |       |
| 32   | 12월 2일  | 한밤중에 생긴 일             |       |
| 33   | 12월 3일  | 제니가 여자로 보여요         |       |
| 34   | 12월 4일  | 엄마 앞에서 짝짜꿍           |       |
| 35   | 12월 5일  | 영규가 연주를 사랑할 때      |       |
| 36   | 12월 11일 | 편지에 사랑을 싣고           |       |
| 37   | 12월 12일 | 할머니에게 애인이 생겼어요   |       |
| 38   | 12월 13일 | 복권이 뭐길래                |       |
| 39   | 12월 16일 | 월천거사 홍경인              |       |
| 40   | 12월 17일 | 내코트 돌리도                |       |
| 41   | 12월 18일 | 못말리는 새식구              |       |
| 42   | 12월 19일 | 오늘 밤 단둘이서 탱고! 탱고! |       |
| 43   | 12월 20일 | 사랑도 성적순이 아니잖아요   |       |
| 44   | 12월 23일 | 우째 이런일이                |       |
| 45   | 12월 24일 | 크리스마스 이브 소동         |       |
| 46   | 12월 25일 | 크리스마스 손님              |       |
| 47   | 12월 26일 | 아름다운 청년 홍경인         |       |
| 48   | 12월 27일 | 넌 내꺼                      |       |
| 49   | 12월 30일 | 개 같은 날의 오후            |       |

### 1997년 상반기
| 회차 | 방송일   | 서브 타이틀 (부제)           | 비고 |
| ---- | -------- | ---------------------------- | ---- |
| 50   | 1월 1일  | 아빠에게 애인이 생겼어요     |      |
| 51   | 1월 3일  | 이상한 손님                  |      |
| 52   | 1월 6일  | 누가 제니에게 키스를 했나    |      |
| 53   | 1월 7일  | 그날이 오면                  |      |
| 54   | 1월 8일  | 못말리는 라이벌              |      |
| 55   | 1월 9일  | 아가야 나오너라              |      |
| 56   | 1월 10일 | 누나, 내 사랑                |      |
| 57   | 1월 13일 | 삐삐소동                     |      |
| 58   | 1월 14일 | 환상속의 그대                |      |
| 59   | 1월 15일 | 여자는 근육을 좋아해         |      |
| 60   | 1월 16일 | 꽃집의 아가씨                |      |
| 61   | 1월 17일 | 보약 전쟁                    |      |
| 63   | 1월 21일 | 네 이웃의 여자를 엿보지 마라 |      |
| 64   | 1월 22일 | 체인징 파트너                |      |
| 65   | 1월 23일 | 목도리 사랑                  |      |
| 66   | 1월 24일 | 일기의 비밀                  |      |
| 67   | 1월 27일 | 첫키스                       |      |
| 68   | 1월 28일 | 가짜 우희진                  |      |
| 69   | 1월 29일 | 적과의 동침                  |      |
| 70   | 1월 30일 | 여자, 여자, 여자             |      |
| 71   | 1월 31일 | 눈물의 생일파티              |      |
| 72   | 2월 3일  | 남자가 남자를 사랑할 때      |      |
| 73   | 2월 4일  | 유혹하지마!                  |      |
| 74   | 2월 5일  | 열 여섯 스물                 |      |
| 75   | 2월 6일  | 로미오와 줄리엣              |      |
| 76   | 2월 10일 | 미친 사랑의 노래             |      |
| 77   | 2월 11일 | 여자 엿보기                  |      |
| 78   | 2월 12일 | 사랑의 묘약                  |      |
| 79   | 2월 13일 | 공포의 첫사랑                |      |
| 80   | 2월 14일 | 동엽이 바람났네              |      |
| 81   | 2월 17일 | 눈물의 에어로빅              |      |
| 82   | 2월 18일 | 귀여운 사기꾼                |      |
| 83   | 2월 19일 | 장미의 전쟁                  |      |
| 84   | 2월 20일 | 내 남자를 손대지 마라        |      |
| 85   | 2월 21일 | 4일간의 신데렐라             |      |
| 86   | 2월 24일 | 공포의 전화벨                |      |
| 87   | 2월 25일 | 원초적 여행                  |      |
| 88   | 2월 26일 | 눈물의 고쟁이                |      |
| 89   | 2월 28일 | 국진이의 이중생활            |      |
| 90   | 3월 3일  | 눈높이 사랑                  |      |
| 91   | 3월 4일  | 목걸이 소동                  |      |
| 92   | 3월 5일  | 떴다! 이휘재                 |      |
| 93   | 3월 6일  | 수렁에서 건진 제니           |      |
| 94   | 3월 7일  | 소문났네! 소문났어!          |      |
| 95   | 3월 10일 | 못말리는 교수님              |      |
| 96   | 3월 11일 | 임신 소동                    |      |
| 97   | 3월 12일 | 위험한 가정부                |      |
| 98   | 3월 13일 | 세상 밖으로                  |      |
| 99   | 3월 14일 | 못난이 컴플렉스              |      |
| 100  | 3월 17일 | 알고보니 내 남자             |      |
| 101  | 3월 18일 | 도망자                       |      |
| 102  | 3월 19일 | 제니가 눈뜰때                |      |
| 103  | 3월 20일 | 당신이 잠든 사이에           |      |
| 104  | 3월 21일 | 늦바랑이 무서워              |      |
| 105  | 3월 24일 | 이상한 라이벌                |      |
| 106  | 3월 25일 | 위험한 사랑                  |      |
| 107  | 3월 26일 | 너에게 나를 보냈다           |      |
| 108  | 3월 27일 | 날아라 병아리                |      |
| 109  | 3월 28일 | 봄바람! 봄바람!              |      |
| 110  | 3월 31일 | 만우절 소동                  |      |
| 111  | 4월 2일  | 며느리가 되고 싶어요         |      |
| 112  | 4월 3일  | 지하철 사랑 내용             |      |
| 113  | 4월 4일  | 할미꽃 당신 내용             |      |
| 114  | 4월 7일  | 꼴찌에게 갈채를              |      |
| 115  | 4월 8일  | 걸어서 하늘까지 내용         |      |
| 116  | 4월 9일  | 그들만의 강변가요제 내용     |      |
| 117  | 4월 10일 | 편지가 미워요                |      |
| 118  | 4월 11일 | 공포의 붕어빵 내용           |      |
| 119  | 4월 14일 | 너희가 친구를 믿느냐         |      |
| 120  | 4월 15일 | 아빠, 휘파람을 부세요        |      |
| 121  | 4월 16일 | 희진이 우물에 빠진날         |      |
| 122  | 4월 17일 | 제니의 변신은 무죄           |      |
| 123  | 4월 18일 | 사랑의 전설                  |      |
| 124  | 4월 21일 | 울면서 후회하네              |      |
| 125  | 4월 22일 | 맨발의 청춘                  |      |
| 126  | 4월 23일 | 모델의 꿈                    |      |
| 127  | 4월 24일 | 사랑해요 선생님              |      |
| 128  | 4월 28일 | 별은 내 가슴에               |      |
| 129  | 4월 30일 | 여자 대 여자                 |      |
| 130  | 5월 1일  | 제니사냥                     |      |
| 131  | 5월 2일  | 시험이 뭐길래                |      |
| 132  | 5월 5일  | 진짜사나이                   |      |
| 133  | 5월 6일  | 애인삽니다                   |      |
| 134  | 5월 7일  | 축제와 카네이션              |      |
| 135  | 5월 9일  | 5월의 신부                   |      |
| 136  | 5월 12일 | 새 남자와 아기 바구니        |      |
| 137  | 5월 13일 | 사랑의 스튜디오              |      |
| 138  | 5월 14일 | 솔 별은 내 가슴에            |      |
| 139  | 5월 15일 | 신성우 때문에                |      |
| 140  | 5월 16일 | 백만불짜리 졸업사진          |      |
| 141  | 5월 19일 | 사랑과 우정 사이             |      |
| 142  | 5월 20일 | 못 볼거 봤네!                |      |
| 143  | 5월 21일 | 힘 사세요!                   |      |
| 144  | 5월 22일 | 눈물의 코미디                |      |
| 145  | 5월 23일 | 그녀의 담배 연기             |      |
| 146  | 5월 26일 | 동엽이가 벗고 뛴 까닭은?     |      |
| 147  | 5월 27일 | 덤 앤 더머                   |      |
| 148  | 5월 28일 | 이승희 신드롬                |      |
| 149  | 5월 29일 | 빈대야 우지마라              |      |
| 150  | 5월 30일 | 모델소동                     |      |
| 151  | 6월 2일  | 체인지                       |      |
| 152  | 6월 3일  | 버스안에서                   |      |
| 153  | 6월 4일  | 금자답게 사는 법             |      |
| 154  | 6월 5일  | 어른이 되고 싶어요           |      |
| 155  | 6월 6일  | 신데렐라                     |      |
| 156  | 6월 9일  | 애들이 무서워요              |      |
| 157  | 6월 10일 | 뛰는 반대 나는 빈대          |      |
| 158  | 6월 11일 | 남자답게 사는 법             |      |
| 159  | 6월 12일 | 반지소동                     |      |
| 160  | 6월 13일 | 패자부활전                   |      |
| 161  | 6월 16일 | 원초적 오해                  |      |
| 162  | 6월 18일 | 웃기는 여자                  |      |
| 163  | 6월 20일 | 튕계 튕계                    |      |
| 164  | 6월 23일 | 아름다운 도둑 홍경인         |      |
| 165  | 6월 24일 | 미스터 플라워                |      |
| 166  | 6월 25일 | 약주고 병주고                |      |
| 167  | 6월 26일 | 선 탠이 뭐길래               |      |
| 168  | 6월 27일 | 한 여름 밤에 생긴 일         |      |
| 169  | 6월 30일 | 누구를 위하여 옷을 벗느뇨    |      |

### 1997년 하반기
| 회차 | 방송일    | 서브 타이틀 (부제)                    | 비고  |
| ---- | --------- | ------------------------------------- | ----- |
| 170  | 7월 1일   | 그때 또 다시                          |       |
| 171  | 7월 2일   | 동엽이 길들이기                       |       |
| 172  | 7월 3일   | 유치원에 간 사나이                    |       |
| 173  | 7월 4일   | 양치기 소녀                           |       |
| 174  | 7월 7일   | 이경규가 간다                         |       |
| 175  | 7월 8일   | 세상은 요지경                         |       |
| 176  | 7월 9일   | 자기 미워                             |       |
| 177  | 7월 10일  | 보신탕 소동                           |       |
| 178  | 7월 11일  | 악몽속으로                            |       |
| 179  | 7월 14일  | 복수혈전                              |       |
| 180  | 7월 15일  | 머피의 법칙                           |       |
| 181  | 7월 16일  | 무한지애                              |       |
| 182  | 7월 17일  | 돈을 갖고 튀어라                      |       |
| 183  | 7월 18일  | 어린왕자                              |       |
| 184  | 7월 21일  | 그녀는 예뻤다                         |       |
| 185  | 7월 22일  | 해변으로 가요                         |       |
| 186  | 7월 23일  | 과외로 오토바이를 사자                |       |
| 187  | 7월 28일  | 사이판에서 생긴 일 1                  |       |
| 188  | 7월 29일  | 사이판에서 생긴 일 2                  |       |
| 189  | 7월 30일  | 시누이를 잡아라                       |       |
| 190  | 7월 31일  | 핸드폰 소동                           |       |
| 191  | 8월 4일   | 어디서 무엇되어 다시 만나랴           |       |
| 192  | 8월 5일   | `97 러브스토리                        |       |
| 193  | 8월 6일   | 못말리는 사기꾼                       |       |
| 194  | 8월 7일   | 더위사냥                              |       |
| 195  | 8월 11일  | 무기여 잘 있거라                      |       |
| 196  | 8월 12일  | 운명소동                              |       |
| 197  | 8월 13일  | 박찬호때문에                          |       |
| 198  | 8월 14일  | 불신시대                              |       |
| 199  | 8월 15일  | 질투                                  |       |
| 200  | 8월 18일  | `97 사랑과 영혼                       |       |
| 201  | 8월 19일  | 귀여운 마누라                         |       |
| 202  | 8월 20일  | 품행품사                              |       |
| 203  | 8월 21일  | 양주소동                              |       |
| 204  | 8월 22일  | 돈을 든 남자                          |       |
| 205  | 8월 25일  | 내 사랑, 에일리언                     |       |
| 206  | 8월 26일  | 신세대가 뭐길래?                      |       |
| 207  | 8월 27일  | 아름다운 이별                         |       |
| 208  | 8월 28일  | 당구가 좋아요                         |       |
| 209  | 8월 29일  | 거짓말 소동                           |       |
| 210  | 9월 1일   | 운전면허 소동                         |       |
| 211  | 9월 2일   | 우정 블루스                           |       |
| 212  | 9월 3일   | 컴퓨터 사랑                           |       |
| 213  | 9월 4일   | 선정이 가자 막혀                      |       |
| 214  | 9월 5일   | 사랑의 블랙홀                         |       |
| 215  | 9월 8일   | 썸머 징글벨                           |       |
| 216  | 9월 9일   | 해피버스데이 - 할머니                 |       |
| 217  | 9월 10일  | 여자만들기                            |       |
| 218  | 9월 11일  | 쇼킹 아줌마                           |       |
| 219  | 9월 15일  | 가을날의 동화                         |       |
| 220  | 9월 18일  | 눈물의 삐삐                           |       |
| 221  | 9월 19일  | 담배 먹고 맴맴                        | [ 1 ] |
| 222  | 9월 22일  | 파파라츠 경인                         |       |
| 223  | 9월 23일  | 중고차 소동                           |       |
| 224  | 9월 24일  | 제니 길들이기                         |       |
| 225  | 9월 25일  | 못난 남자 콤플렉스                    |       |
| 226  | 9월 26일  | 나를 슬프게 하는 사람들               |       |
| 227  | 9월 29일  | 눈물의 마카레나                       |       |
| 228  | 9월 30일  | 음치선언                              |       |
| 229  | 10월 2일  | 여군 미스리!                          |       |
| 230  | 10월 7일  | 감기소동                              |       |
| 231  | 10월 9일  | 의정이의 전성시대                     |       |
| 232  | 10월 10일 | 컴퓨터, 일주일만 하면 할머니만큼 한다 |       |
| 233  | 10월 13일 | 무스탕이 뭐길래                       |       |
| 234  | 10월 15일 | 동엽이 군대가다                       |       |
| 235  | 10월 16일 | 점수.. 주세요!                        |       |
| 236  | 10월 17일 | 송헌의 이중생활                       |       |
| 237  | 10월 21일 | 좋은 친구들                           |       |
| 238  | 10월 22일 | 못말리는 새식구                       |       |
| 239  | 10월 23일 | 너를 사랑해                           |       |
| 240  | 10월 24일 | 짝짝이 사랑                           |       |
| 241  | 10월 27일 | 살려주세요                            |       |
| 242  | 10월 28일 | 남자 떠보기                           |       |
| 243  | 10월 29일 | 영화속으로                            |       |
| 244  | 10월 30일 | 빽 찾아 삼만리                        |       |
| 245  | 10월 31일 | 하얀옷의 열녀                         |       |
| 246  | 11월 3일  | 노래하는 시누이                       |       |
| 247  | 11월 4일  | 울엄마                                |       |
| 248  | 11월 5일  | 첫키스                                |       |
| 249  | 11월 6일  | 내 친구의 돈은 어디 있나요?           |       |
| 250  | 11월 7일  | 우정만세                              |       |
| 251  | 11월 10일 | 그대가 여자라는 이유만으로            |       |
| 252  | 11월 11일 | 사랑의 기쁨                           |       |
| 253  | 11월 12일 | 아름다운 구속                         |       |
| 254  | 11월 13일 | 해피투게더                            |       |
| 255  | 11월 14일 | 뭐? 그게 정말이야                     |       |
| 256  | 11월 17일 | 지도의 비밀                           |       |
| 257  | 11월 18일 | 헛다리 짚었네                         |       |
| 258  | 11월 19일 | 홍경인 실종사건                       |       |
| 259  | 11월 20일 | 내겐 너무 이쁜 의정                   |       |
| 260  | 11월 21일 | 창정이의 첫사랑                       |       |
| 261  | 11월 24일 | 눈 오는 날                            |       |
| 262  | 11월 25일 | 요정맨 경인                           |       |
| 263  | 11월 26일 | 젊은 날의 초상                        |       |
| 264  | 11월 27일 | 바보온달 컴플렉스                     |       |
| 265  | 11월 28일 | 아가씨 너 때문에                      |       |
| 266  | 12월 1일  | 올가미반지                            |       |
| 267  | 12월 2일  | 내 속옷 돌리도                        |       |
| 268  | 12월 3일  | 남몰래 접속                           |       |
| 269  | 12월 4일  | 엄마의 바다                           |       |
| 270  | 12월 5일  | 귀여운 사랑                           |       |
| 271  | 12월 8일  | 달빛소나타                            |       |
| 272  | 12월 9일  | 목걸이를 든 남자                      |       |
| 273  | 12월 10일 | 굳세어라 진이야                       |       |
| 274  | 12월 11일 | 이혜영 납치소동                       |       |
| 275  | 12월 15일 | 의정이 바람났네                       |       |
| 276  | 12월 16일 | J에게                                 |       |
| 277  | 12월 19일 | 세상에서 가장 아름다운 사은회로 이동  |       |
| 278  | 12월 22일 | 공포의 탈모증                         |       |
| 279  | 12월 23일 | 올가미                                |       |
| 280  | 12월 24일 | 시누이 길들이기                       |       |
| 281  | 12월 25일 | 술버릇 고치기                         |       |
| 282  | 12월 26일 | 슬픈 얼굴                             |       |
| 283  | 12월 29일 | 라이어 라이어                         |       |
| 284  | 12월 30일 | 꼬리 달린 경인                        |       |
| 285  | 12월 31일 | 우리들의 겨울이야기                   |       |

### 1998년 상반기
| 회차 | 방송일   | 서브 타이틀 (부제)                    | 비고 |
| ---- | -------- | ------------------------------------- | ---- |
| 286  | 1월 5일  | 굳세어라 청정아                       |      |
| 287  | 1월 6일  | 목욕탕에 간 사나이                    |      |
| 288  | 1월 7일  | 아기 엄마 문숙                        |      |
| 289  | 1월 8일  | 두엄마                                |      |
| 290  | 1월 9일  | IMF때문에                             |      |
| 291  | 1월 12일 | 닮아서 죄송합니다                     |      |
| 292  | 1월 13일 | 그대 그리고 나                        |      |
| 293  | 1월 14일 | 헤어진 다음날                         |      |
| 294  | 1월 15일 | 남자 만들기                           |      |
| 295  | 1월 16일 | 개인교수                              |      |
| 296  | 1월 19일 | 사랑이냐? 우정이냐?                   |      |
| 297  | 1월 20일 | LOVE IS TOUCH                         |      |
| 298  | 1월 21일 | 편지                                  |      |
| 299  | 1월 22일 | 올 겨울엔 사랑할거야                  |      |
| 300  | 1월 23일 | 굿바이 예스터데이                     |      |
| 301  | 1월 26일 | 보통사람 송승헌                       |      |
| 302  | 1월 27일 | 설날이야기                            |      |
| 303  | 2월 2일  | 나의사랑 나의의정                     |      |
| 304  | 2월 3일  | 금 나와라 뚝딱                        |      |
| 305  | 2월 4일  | 귀여운 연인                           |      |
| 306  | 2월 5일  | 위험한 상상                           |      |
| 307  | 2월 6일  | 초록물고기                            |      |
| 308  | 2월 9일  | 제니의 얼굴                           |      |
| 309  | 2월 10일 | 철 없는 그녀                          |      |
| 310  | 2월 11일 | 바보들의 행진                         |      |
| 311  | 2월 12일 | 위문편지                              |      |
| 312  | 2월 13일 | 98체인지                              |      |
| 313  | 2월 16일 | 잃어버린 기억을 찾아서                |      |
| 314  | 2월 17일 | 선정이의 외출                         |      |
| 315  | 2월 18일 | 사랑을 확인 하는 몇가지 방법          |      |
| 316  | 2월 19일 | 세가지 색 사랑                        |      |
| 317  | 2월 20일 | 사랑하기 때문에                       |      |
| 318  | 2월 23일 | 도서관에 간 승헌 1부                  |      |
| 319  | 2월 24일 | 도서관에 간 승헌 2부                  |      |
| 320  | 2월 25일 | 도서관에 간 승헌 3부                  |      |
| 321  | 2월 26일 | 근육맨                                |      |
| 322  | 2월 27일 | 불효자는 웁니다                       |      |
| 323  | 3월 3일  | 과대표가 된 경인                      |      |
| 324  | 3월 4일  | 아담이 눈 뜰때                        |      |
| 325  | 3월 5일  | 밤이면 밤마다                         |      |
| 326  | 3월 6일  | 살과의 전쟁                           |      |
| 327  | 3월 9일  | 하숙생                                |      |
| 328  | 3월 10일 | 옛날 옛적에                           |      |
| 329  | 3월 11일 | 사랑이 떠나가네                       |      |
| 330  | 3월 12일 | 가슴 달린 남자                        |      |
| 331  | 3월 13일 | 계약 커플                             |      |
| 332  | 3월 16일 | 자동차 소동                           |      |
| 333  | 3월 17일 | 마지막 콘서트                         |      |
| 334  | 3월 18일 | 그대만의 나, 나만의 그대              |      |
| 335  | 3월 19일 | 내 남자친구의 결혼식                  |      |
| 336  | 3월 20일 | 길은 멀어도, 마음만은...              |      |
| 337  | 3월 23일 | 휘재, 새 식구 되다                    |      |
| 338  | 3월 24일 | 누나 사랑해!                          |      |
| 339  | 3월 25일 | 오해야! 오해                          |      |
| 340  | 3월 26일 | 솔로예찬                              |      |
| 341  | 3월 27일 | 봄 바람을 타고 온 상품권              |      |
| 342  | 3월 30일 | 귀여운 새식구                         |      |
| 343  | 3월 31일 | 돼지가 우물에 빠진 날                 |      |
| 344  | 4월 2일  | 두 남매                               |      |
| 345  | 4월 3일  | 휘재의 비밀                           |      |
| 346  | 4월 6일  | 휘재의 일기                           |      |
| 347  | 4월 7일  | 못말리는 엄마                         |      |
| 348  | 4월 8일  | 천생연분                              |      |
| 349  | 4월 9일  | 영웅신화                              |      |
| 350  | 4월 10일 | 죽기 아니면 까무라치기                |      |
| 351  | 4월 13일 | 억울한 누명                           |      |
| 352  | 4월 14일 | 용기있는 남자                         |      |
| 353  | 4월 15일 | 눈물의 핸드폰                         |      |
| 354  | 4월 16일 | 위기의 여자                           |      |
| 355  | 4월 17일 | 봄이야기                              |      |
| 356  | 4월 20일 | 권해효 책 카페 열다                   |      |
| 357  | 4월 21일 | 사랑한다면 휘재처럼                   |      |
| 358  | 4월 22일 | 오래된 연인 1부                       |      |
| 359  | 4월 23일 | 오래된 연인 2부                       |      |
| 360  | 4월 24일 | 진이 엄마와 고추장                    |      |
| 361  | 4월 27일 | MT소동                                |      |
| 362  | 4월 28일 | 전국 남성에게 고함                    |      |
| 363  | 4월 29일 | 엇갈린 사랑                           |      |
| 364  | 4월 30일 | 라이터와 건망증                       |      |
| 365  | 5월 1일  | 사노라면 언젠가는                     |      |
| 366  | 5월 4일  | 미래로 간 경인                        |      |
| 367  | 5월 5일  | 날아라 새들아!                        |      |
| 368  | 5월 6일  | 봄축제                                |      |
| 369  | 5월 7일  | 사랑의 아픔                           |      |
| 370  | 5월 8일  | 아버지의 세계                         |      |
| 371  | 5월 9일  | 늑대들의 합창                         |      |
| 372  | 5월 12일 | 공포의 태권도                         |      |
| 373  | 5월 13일 | 위험한 친구                           |      |
| 374  | 5월 14일 | 오월이 아빠                           |      |
| 375  | 5월 15일 | 선생님, 우리 선생님                   |      |
| 376  | 5월 18일 | 386세대와 팬티엄세대                  |      |
| 377  | 5월 19일 | 밀어주는 남과 여                      |      |
| 378  | 5월 20일 | 사랑의 마술                           |      |
| 379  | 5월 21일 | 타이어 소동                           |      |
| 380  | 5월 22일 | 당신에게 일어날 수 있는 일            |      |
| 381  | 5월 25일 | 그녀에게 키스하는 7가지 방법          |      |
| 382  | 5월 26일 | 호수의 전설                           |      |
| 383  | 5월 27일 | 여고생 용림이                         |      |
| 384  | 5월 28일 | 엄마찾아 삼만리                       |      |
| 385  | 5월 29일 | 형제의 강                             |      |
| 386  | 6월 1일  | 예스맨 진이                           |      |
| 387  | 6월 2일  | 어긋난 오해                           |      |
| 388  | 6월 3일  | D-DAY 삐삐                            |      |
| 389  | 6월 5일  | 사랑의 지하철                         |      |
| 390  | 6월 8일  | 네 꿈을 펼쳐라                        |      |
| 391  | 6월 9일  | 마네킹과 춤을                         |      |
| 392  | 6월 10일 | 다시 시작되는 연인 1부                |      |
| 393  | 6월 11일 | 다시 시작되는 연인 2부                |      |
| 394  | 6월 12일 | 다시 시작되는 연인 3부                |      |
| 395  | 6월 15일 | 미스코리아 언니                       |      |
| 396  | 6월 16일 | 미대생 김진                           |      |
| 397  | 6월 17일 | 캠퍼스 괴담                           |      |
| 398  | 6월 18일 | 그 섬에 가고 싶다 1부                 |      |
| 399  | 6월 19일 | 그 섬에 가고 싶다 2부                 |      |
| 400  | 6월 22일 | 지각대장 이의정                       |      |
| 401  | 6월 23일 | 바람 바람 바람                        |      |
| 402  | 6월 24일 | 공포의 빈대커플                       |      |
| 403  | 6월 25일 | 두고온 고향                           |      |
| 404  | 6월 26일 | 시쓰는 선정이                         |      |
| 405  | 6월 29일 | 떴다! 승순이                          |      |
| 406  | 6월 30일 | 난 네가 지난 여름에 한 일을 알고 있다 |      |

### 1998년 하반기
| 회차 | 방송일    | 서브 타이틀 (부제)                | 비고  |
| ---- | --------- | --------------------------------- | ----- |
| 407  | 7월 1일   | 경인이의 포장마차                 |       |
| 408  | 7월 2일   | 천년의 약속 1부                   |       |
| 409  | 7월 3일   | 천년의 약속 2부                   |       |
| 410  | 7월 7일   | 닭다리 잡고 삐악! 삐악!           |       |
| 411  | 7월 8일   | 나는 결백하다                     |       |
| 412  | 7월 9일   | 해효의 결혼사진                   |       |
| 413  | 7월 10일  | 그날 밤 의정에게 무슨 일이 있었나 |       |
| 414  | 7월 13일  | 개그맨 김진                       |       |
| 415  | 7월 14일  | 내사랑 휘재오빠                   |       |
| 416  | 7월 15일  | 굳세어라 의정아!                  |       |
| 417  | 7월 20일  | 위험한 접속                       |       |
| 418  | 7월 21일  | 진이 홀로 집에                    |       |
| 419  | 7월 22일  | 그대만의 향기                     |       |
| 420  | 7월 23일  | 예쁜 입술을 찾아라                |       |
| 421  | 7월 24일  | 에어콘 소동                       |       |
| 422  | 7월 27일  | 박세리때문에                      |       |
| 423  | 7월 28일  | 의정이의 첫 월급                  |       |
| 424  | 7월 29일  | 금지된 사랑                       |       |
| 425  | 7월 30일  | 안녕맨의 첫사랑                   |       |
| 426  | 7월 31일  | 성적표 위조사건                   |       |
| 427  | 8월 3일   | 진이의 애물단지                   |       |
| 428  | 8월 4일   | 승순아, 시집가거라                |       |
| 429  | 8월 5일   | 경인이의 생일파티                 |       |
| 430  | 8월 6일   | 내겐 너무 이쁜 동생               |       |
| 431  | 8월 7일   | 진이와 제니의 첫 키스             |       |
| 432  | 8월 10일  | 김진 출입금지령                   |       |
| 433  | 8월 11일  | 영원한 사랑                       |       |
| 434  | 8월 12일  | 사랑의 라이벌                     |       |
| 435  | 8월 13일  | 스타를 잡아라!                    |       |
| 436  | 8월 14일  | 일과 사랑                         |       |
| 437  | 8월 17일  | 파란 눈의 라이벌                  |       |
| 438  | 8월 18일  | 칭찬합시다                        |       |
| 439  | 8월 19일  | 쁘아송 사랑에 빠지다              |       |
| 440  | 8월 20일  | 할머니의 소꿉친구                 |       |
| 441  | 8월 21일  | 소리 없는 사랑                    |       |
| 442  | 8월 24일  | 아픈 만큼 성숙해지고              |       |
| 443  | 8월 25일  | 여자 대 여자                      |       |
| 444  | 8월 26일  | 세상속으로                        |       |
| 445  | 8월 27일  | 이룰 수 없는 사랑                 |       |
| 446  | 8월 28일  | 못말리는 라이벌                   |       |
| 447  | 8월 31일  | 사오정 진이                       |       |
| 448  | 9월 1일   | 연상의 여인                       |       |
| 449  | 9월 2일   | 의정이의 선택                     |       |
| 450  | 9월 3일   | 목걸이 소동                       |       |
| 451  | 9월 4일   | 범인을 잡아라!                    |       |
| 452  | 9월 7일   | 이의정 납치소동                   |       |
| 453  | 9월 8일   | 할머니의 러브레터                 |       |
| 454  | 9월 9일   | J에게 온 편지                     |       |
| 455  | 9월 10일  | 점 때문에!                        |       |
| 456  | 9월 11일  | 눈물의 부케                       |       |
| 457  | 9월 14일  | 체인징 파트너                     |       |
| 458  | 9월 15일  | 복싱 소동                         |       |
| 459  | 9월 16일  | 앗! 나의 실수                     |       |
| 460  | 9월 17일  | 금연은 너무 어려워!               | [ 1 ] |
| 461  | 9월 21일  | 컴백홈                            |       |
| 462  | 9월 22일  | 키스 할까요?                      |       |
| 463  | 9월 23일  | 하이힐과 운동화                   |       |
| 464  | 9월 24일  | 나도 남자!                        |       |
| 465  | 9월 25일  | 넌 할 수 있어                     |       |
| 466  | 9월 28일  | 몰래 본 비디오                    |       |
| 467  | 9월 29일  | 사랑의 삼행시                     |       |
| 468  | 9월 30일  | 꽃반지 끼고                       |       |
| 469  | 10월 1일  | 아기 소동                         |       |
| 470  | 10월 2일  | 달아 달아 밝은 달아!              |       |
| 471  | 10월 7일  | 부적절한 관계                     |       |
| 472  | 10월 8일  | 술고래 잡기                       |       |
| 473  | 10월 9일  | 뱃살과의 전쟁                     |       |
| 474  | 10월 12일 | 신동엽, 엄마되다                  |       |
| 475  | 10월 13일 | 종이학 소동                       |       |
| 476  | 10월 16일 | 러브 스타트                       |       |
| 477  | 10월 20일 | 누드 누드 누드                    |       |
| 478  | 10월 21일 | 마우스 헌트                       |       |
| 479  | 10월 22일 | 물 좀 주소                        |       |
| 480  | 10월 23일 | 우리들의 가을 이야기              |       |
| 481  | 10월 27일 | 맨발의 청춘                       |       |
| 482  | 10월 28일 | 꽃집의 아가씨                     |       |
| 483  | 10월 29일 | 남자답게 사는 법                  |       |
| 484  | 11월 2일  | 두 얼굴의 여자                    |       |
| 485  | 11월 3일  | 오! 마이 러브                     |       |
| 486  | 11월 4일  | 이상한 커플                       |       |
| 487  | 11월 5일  | 너희가 고딩을 아느냐              |       |
| 488  | 11월 6일  | 술 배우기                         |       |
| 489  | 11월 9일  | 골키퍼가 없을 때                  |       |
| 490  | 11월 10일 | 닥터봉                            |       |
| 491  | 11월 11일 | 욕쟁이 할머니                     |       |
| 492  | 11월 12일 | 총각들의 저녁식사                 |       |
| 493  | 11월 13일 | 매니저는 힘들어                   |       |
| 494  | 11월 16일 | 10만원 영화제                     |       |
| 495  | 11월 18일 | 로맨스 그레이                     |       |
| 496  | 11월 19일 | 컴퓨터 사랑                       |       |
| 497  | 11월 20일 | 스토커 소동                       |       |
| 498  | 11월 23일 | 쫌생이는 싫어                     |       |
| 499  | 11월 24일 | 뱁새의 사랑                       |       |
| 500  | 11월 25일 | 그들만의 패션쇼                   |       |
| 501  | 11월 26일 | 서울의 휴일                       |       |
| 502  | 11월 27일 | 꾀병소동                          |       |
| 503  | 11월 30일 | 희진에게 뭔가 특별한 것이 있다    |       |
| 504  | 12월 1일  | 무늬만 의정이                     |       |
| 505  | 12월 3일  | 금강산 찾아가자                   |       |
| 506  | 12월 4일  | 북치고 장구치고                   |       |
| 507  | 12월 7일  | 눈이 내리면                       |       |
| 508  | 12월 8일  | 졸업이 무서워                     |       |
| 509  | 12월 9일  | 신나는 홍박사                     |       |
| 510  | 12월 10일 | 뺑소니 소동                       |       |
| 511  | 12월 14일 | 남자 대탐험                       |       |
| 512  | 12월 15일 | 진이야! 장가가거라!               |       |
| 513  | 12월 17일 | 찜                                |       |
| 514  | 12월 18일 | To Sir With Love                  |       |
| 515  | 12월 21일 | 떴다 고종수                       |       |
| 516  | 12월 22일 | 수두 소동                         |       |
| 517  | 12월 23일 | 입 싼 김진                        |       |
| 518  | 12월 24일 | 어떤 크리스마스                   |       |
| 519  | 12월 25일 | 러브스토리                        |       |
| 520  | 12월 26일 | 헛바람 홍박사                     |       |
| 521  | 12월 29일 | 백상어라 불러다오                 |       |
| 522  | 12월 30일 | 우리들의 추억 1부                 |       |
| 523  | 12월 31일 | 우리들의 추억 2부                 |       |

### 1999년
| 회차 | 방송일   | 서브 타이틀 (부제)                 | 비고 |
| ---- | -------- | ---------------------------------- | ---- |
| 524  | 1월 1일  | 이상한 첫손님                      |      |
| 525  | 1월 2일  | 토정비결 소동                      |      |
| 526  | 1월 5일  | 장애물을 제거하라                  |      |
| 527  | 1월 6일  | 안문숙 상경기                      |      |
| 528  | 1월 7일  | 사랑의 교차로                      |      |
| 529  | 1월 8일  | 질투작전                           |      |
| 530  | 1월 11일 | 의리 본색                          |      |
| 531  | 1월 12일 | 사랑의 도시락                      |      |
| 532  | 1월 13일 | 추락천사                           |      |
| 533  | 1월 14일 | 화이팅 홍박사                      |      |
| 534  | 1월 18일 | 내 여자 건드리지마                 |      |
| 535  | 1월 19일 | 라이어 라이어                      |      |
| 536  | 1월 21일 | 공포의 유도                        |      |
| 537  | 1월 22일 | 쇼킹 아줌마                        |      |
| 538  | 1월 25일 | 힘내라 의정아                      |      |
| 539  | 1월 26일 | 난 네가 군대에서 한 일을 알고 있다 |      |
| 540  | 1월 27일 | 엄마는 해결사                      |      |
| 541  | 1월 28일 | 이름 없는 천사                     |      |
| 542  | 1월 29일 | 홍 박사 소극장 가다                |      |
| 543  | 2월 1일  | 성희롱 체험기                      |      |
| 544  | 2월 2일  | 미저리                             |      |
| 545  | 2월 3일  | 공포의 빨간 내복                   |      |
| 546  | 2월 8일  | 몰래한 사랑                        |      |
| 547  | 2월 9일  | 사랑의 부적                        |      |
| 548  | 2월 10일 | 스케이팅장에서 생긴 일             |      |
| 549  | 2월 11일 | 구관이 명관                        |      |
| 550  | 2월 12일 | 거짓말이 보여요                    |      |
| 551  | 2월 14일 | 달팽이 사랑                        |      |
| 552  | 2월 18일 | 웃음이 묻어나는 편지               |      |
| 553  | 2월 19일 | 철수의 수난시대                    |      |
| 554  | 2월 23일 | 누가 의정이 입술을 훔쳤나          |      |
| 555  | 2월 24일 | 꿈의 대화                          |      |
| 556  | 2월 25일 | 쁘와송의 이중생활                  |      |
| 557  | 2월 26일 | 친구와 연인사이                    |      |
| 558  | 3월 1일  | 머리가 웬수                        |      |
| 559  | 3월 2일  | 사랑은 전파를 타고                 |      |
| 560  | 3월 3일  | 키스의 비밀                        |      |
| 561  | 3월 4일  | 청춘의 늪                          |      |
| 562  | 3월 5일  | 자작극 소동                        |      |
| 563  | 3월 8일  | She Said, He Said                  |      |
| 564  | 3월 9일  | 독가스 때문에                      |      |
| 565  | 3월 10일 | 건망증 소동                        |      |
| 566  | 3월 11일 | 배반의 장미                        |      |
| 557  | 3월 12일 | 화이트데이에 생긴 일               |      |
| 558  | 3월 15일 | 희진, 파티에 가다                  |      |
| 559  | 3월 16일 | 봄날의 동화                        |      |
| 560  | 3월 17일 | 두 숙희                            |      |
| 561  | 3월 19일 | 모닝콜 소동                        |      |
| 562  | 3월 22일 | 아직은 꽃띠                        |      |
| 563  | 3월 23일 | 교수님이 MT에 간 까닭은?           |      |
| 564  | 3월 24일 | 마법의 타자기                      |      |
| 565  | 3월 25일 | 짜장소녀                           |      |
| 566  | 3월 26일 | 나이가 줄었어요                    |      |
| 567  | 3월 29일 | 내 여자 친구의 결혼                |      |
| 568  | 3월 30일 | 말과의 전쟁                        |      |
| 569  | 3월 31일 | 봄비가 내리면                      |      |
| 570  | 4월 1일  | 만우절이 싫어                      |      |
| 571  | 4월 2일  | 너희가 락을 아느냐                 |      |
| 572  | 4월 5일  | 희진이가 안 씻는 까닭은?           |      |
| 573  | 4월 6일  | 악마의 속삭임                      |      |
| 574  | 4월 7일  | 오뎅 박사                          |      |
| 575  | 4월 8일  | 사랑한다면 철수처럼                |      |
| 576  | 4월 9일  | 결혼행진곡                         |      |
| 577  | 4월 12일 | 일장춘몽                           |      |
| 578  | 4월 13일 | 네잎 클로버                        |      |
| 579  | 4월 14일 | 자매의 창                          |      |
| 580  | 4월 15일 | 신혼일기                           |      |
| 581  | 4월 16일 | 그녀에겐 뭔가 특별한 것이 있다     |      |
| 582  | 4월 19일 | 쁘아송 님 만났네                   |      |
| 583  | 4월 20일 | 닭 쫓던 개                         |      |
| 584  | 4월 21일 | 믿거나 말거나                      |      |
| 585  | 4월 22일 | 약속                               |      |
| 586  | 4월 23일 | 못말리는 시누이                    |      |
| 587  | 4월 26일 | Y의 편지                           |      |
| 588  | 4월 27일 | 코 고는 아내                       |      |
| 589  | 4월 28일 | 미스코리아 이선정                  |      |
| 590  | 4월 29일 | 다이어트 소동                      |      |
| 591  | 4월 30일 | 개 같은 내 인생                    |      |
| 592  | 5월 3일  | 건강을 잡아라                      |      |
| 593  | 5월 4일  | 꽃을 든 남자                       |      |
| 594  | 5월 5일  | 날아라 새들아                      |      |
| 595  | 5월 6일  | 숙고 속이도                        |      |
| 596  | 5월 7일  | 매 맞는 남자                       |      |
| 597  | 5월 10일 | RUN & RUN                          |      |
| 598  | 5월 11일 | 누이 좋고 매부 좋고                |      |
| 599  | 5월 12일 | 스토커 소동                        |      |
| 600  | 5월 13일 | 걸어서 하늘까지                    |      |
| 601  | 5월 14일 | 위험한 동생                        |      |
| 602  | 5월 17일 | 경인 가수되다!                     |      |
| 603  | 5월 18일 | 아름다운 이별                      |      |
| 604  | 5월 19일 | 뿌아송이 잠든 사이                 |      |
| 605  | 5월 20일 | 허락해주세요                       |      |
| 606  | 5월 21일 | 그들의 결혼식                      |      |

## 같이 보기
- 남자 셋 여자 셋